# Homotherium venezuelensis

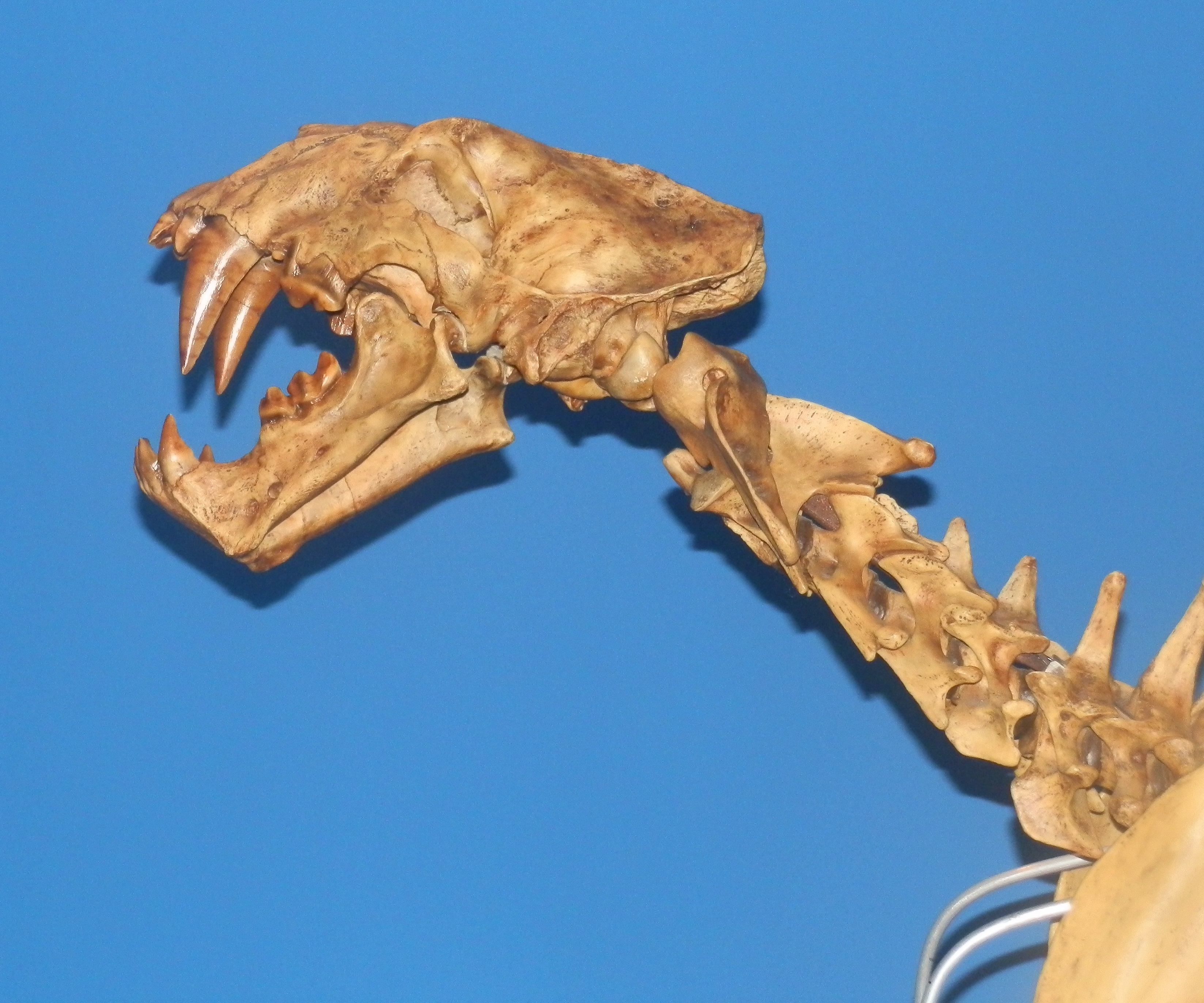
Cráneo de Homotherium venezuelensis.

Homotherium venezuelensis es una especie extinta de félido del género Homotherium, subfamilia Machairodontinae, descubierta en el oriente venezolano. Habitó aproximadamente hace unos 1,8 millones de años. Este félido se distingue porque es la primera especie de este género descubierta en Sudamérica.

## Descubrimiento
Los fósiles de H. venezuelensis fueron descubiertos en un yacimiento compuesto por varios pozos de brea o asfalto conocido como Breal de Orocual, ubicado a unos 20 km de Maturín, en el estado Monagas, al este de Venezuela, por el Dr. Ascanio Rincón, paleontólogo del Instituto Venezolano de Investigaciones Científicas (IVIC) y empleados de la compañía estatal Petróleos de Venezuela (PDVSA). El descubrimiento de los restos fósiles se realizó el 27 de abril de 2007, y la investigación para determinar a qué especie correspoondían los restos se extendió hasta diciembre de 2010, cuando el hallazgo fue aceptado por la Sociedad Paleontológica de Vertebrados (Society of Vertebrate Paleontology).

## Descripción
Este félido dientes de cimitarra mide 1,5 m de longitud y su altura es de 80 cm a los hombros. El peso había sido inicialmente anunciado en 250 kg. No obstante, su esqueleto era en realidad más pequeño que el su pariente cercano Homotherium serum (estimado en 190 kg), por lo que cálculos posteriores actualizaron un peso de 100-150 kg para la especie venezolana.

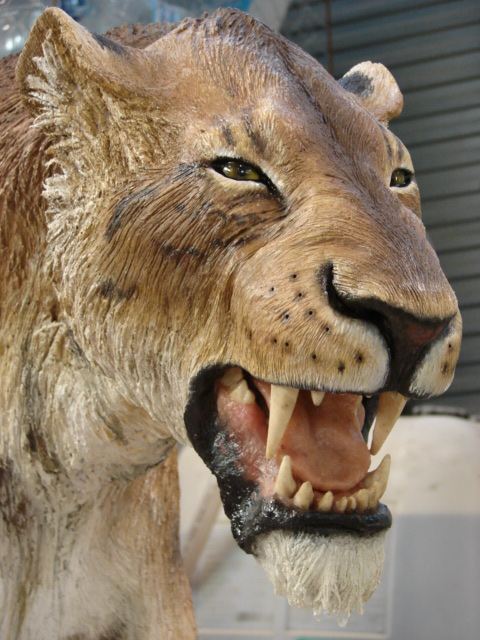
Cabeza esculpida de Homotherium

Homotherium es de aspecto más esbelto que su pariente Smilodon, con patas proporcionalmente más largas. Los dientes de sable de Homotherium son más cortos que en otros macairodontinos como Megantereon y Smilodon, pero estos eran más robustos y resistentes, debido a una base dental más ancha. Estos caninos, junto con los incisivos, formaban un poderoso mecanismo para herir y sujetar a sus víctimas. Capaz de resistir tensiones más altas que en otros macairodontinos. Por lo tanto, no solo eran útiles para desgarrar la carne de su presa, sino que también para sostenerla y hasta derribarla en pleno enfrentamiento. Entre los félidos vivientes, sólo el tigre tiene incisivos tan grandes, un mecanismo mandibular muy eficiente para el levantamiento y transporte de presas. Sin embargo, los molares de Homotherium no estaban preparados para triturar huesos. El cráneo presenta una desarrollada cresta sagital, donde se anclaban potentes músculos de la mandíbula inferior.

## Paleoecología

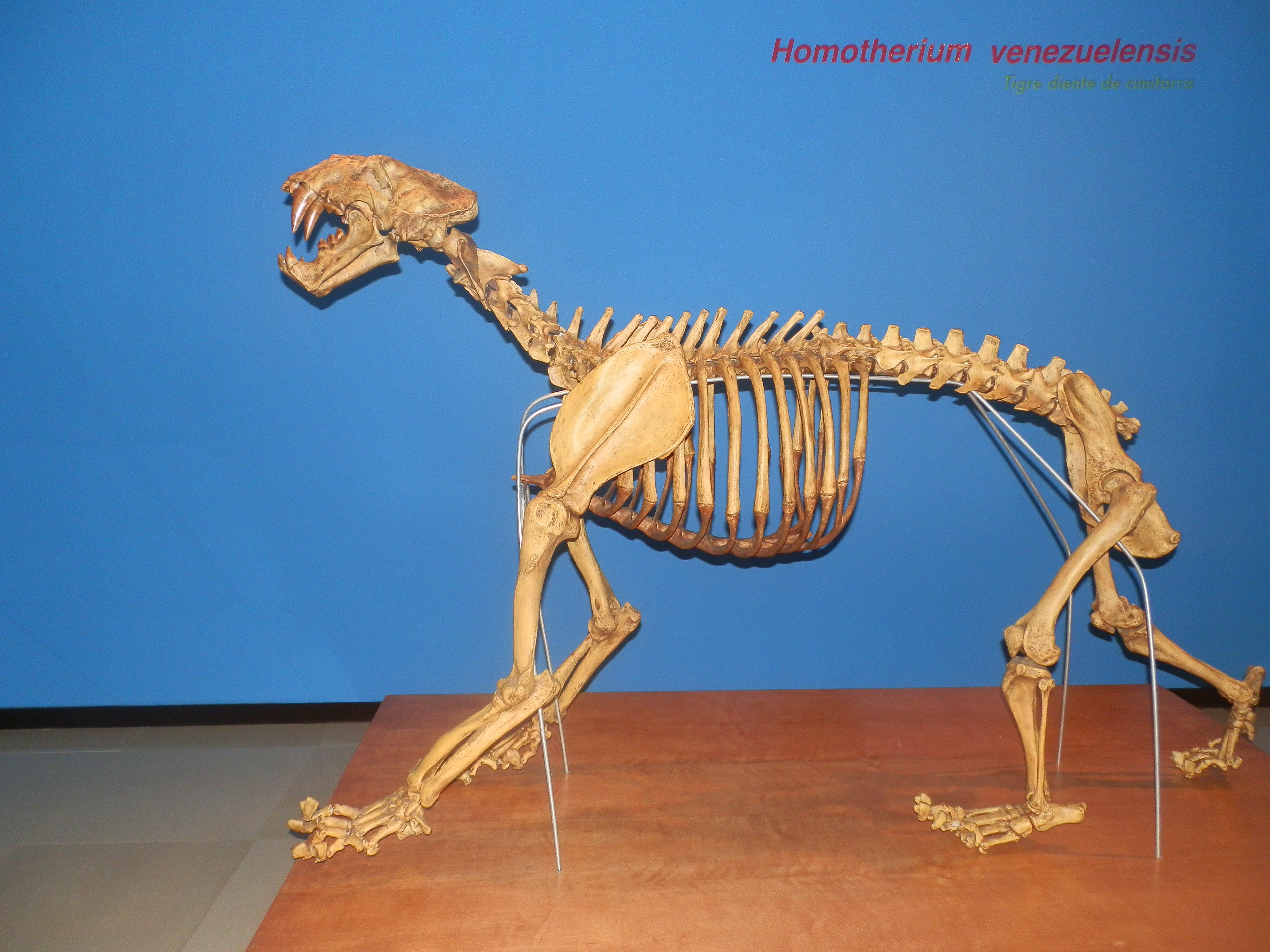
Esqueleto reconstruido.

Homotherium venezuelensis vivió en lo que hoy es el oriente de Venezuela, en el Pleistoceno inferior-medio hace 1,8 millones de años. Durante este periodo el clima de la zona era muy similar al de los modernos llanos venezolanos. En el Breal de Orocual se han descubierto restos de al menos 34 especies de vertebrados, algunos de estos corresponden a especies como tapires, monos arañas y pecaríes, animales que habitan actualmente ecosistemas de bosques tropicales; sin embargo también en el mismo yacimiento se han ubicado especies de caballos fósiles y camélidos similares a llamas, que probablemente ocuparían espacios abiertos. Homotherium venezuelensis posiblemente fuese un consumidor terciario en su ecosistema, junto a otros carnívoros descubiertos en la misma área como el félido dientes de sable (Smilodon), el reptil (Caiman venezuelensis) e incluso una posible ave del terror (Phorusrhacidae), así como cóndores y gavilanes.